# Lini De Vries
Lini M. De Vries (Prospect Park, 25 de julio de 1905—Ridgewood, 27 de marzo de 1982), nacida como Lena Moerkerk, en algunos archivos reseñada como Lena Moerkerk, y en ocasiones conocida como Lee, fue una autora, enfermera de salud pública y profesora holandesa-estadounidense que trabajó en España durante la guerra civil española. Su historia está recogida en el libro de Helena G. Vancells sobre las mujeres del Batallón Abraham Lincoln.

## Trayectoria
Nació el 25 de julio de 1905 en Prospect Park, Nueva Jersey, siendo hija de Elisabeth Moerkerk, una inmigrante holandesa y Bernard Pollack, su padre biológico. Fue criada por Leonard Moerkerk, el marido de su madre.
En su familia hablaban holandés por lo que De Vries no aprendió inglés hasta que asistió a la escuela secundaria. Después de completar el sexto grado, De Vries fue enviada a trabajar en fábricas de seda. Su trabajo y experiencia en las fábricas de seda se detallan en su autobiografía (1979) Up from the Cellar.
En 1921, De Vries dejó las fábricas de seda para trabajar para una compañía telefónica en Paterson, Nueva Jersey. En 1925, se matriculó en un programa de formación de enfermeras en la Escuela de Formación de Enfermeras del Hospital New Rochelle en Nueva York, graduándose en 1928.  Ese mismo año se casó con Wilbur Fuhr, con quien tuvo una hija, Mary Lee, en 1930. Fuhr falleció en enero de 1931. De Vries obtuvo el bachillerato en 1932 mientras trabajaba como enfermera y administradora en la Asociación de Enfermeras Visitantes de Port Chester. En 1933 se matriculó en el Teachers College de la Universidad de Columbia, donde se licenció en Salud Pública y se graduó en 1943. A principios de la década de 1930 trabajó como trabajadora social y enfermera en el Hospital de Enfermedades Conjuntas y en la clínica de control de natalidad Margaret Sanger.
En 1935, De Vries se afilió al Partido Comunista.  Dos años más tarde, en 1937, se ofreció como voluntaria para viajar a España con la Oficina Médica de Ayuda a la Democracia Española, que proporcionó atención médica a las brigadas internacionales y a los combatientes antifascistas españoles durante la guerra civil española. Trabajó como jefa del Hospital Americano Número 3 en la carretera Madrid-Valencia. Estuvo en el frente de Madrid en febrero de 1937 durante la batalla del Jarama. "Cuatro horas después de que comenzara la batalla, teníamos 93 heridos. Nuestro hospital estaba equipado para cincuenta", escribe De Vries sobre la batalla en sus memorias. Fue enviada más tarde a Villa Paz donde supervisó la administración del hospital de Castillejo.
Al relatar sus esfuerzos para sostener el funcionamiento del hospital, De Vries logró convencer a los soldados varones a participar en las tareas necesarias para liberar las manos de las enfermeras, incluyendo lavar platos, fregar, lavar y cavar letrinas. Sus memorias describen su tiempo en Castillejo como revolucionaria en la cooperativa que se estaba formando. Además, escribe sobre las preocupaciones de los agricultores y los soldados por su propio futuro, que llevaron a la apertura de nuevas clínicas e incluso nuevas trincheras que incluían secciones especiales para el trabajo en las aulas. Por ello, recuerda esta época como una época de idealismo: «Esta fue una cruzada por la libertad del hombre».      
A su regreso a los Estados Unidos, De Vries se embarcó en una gira nacional de conferencias para recaudar fondos para la causa antifascista. A partir de entonces, trabajó como enfermera y educadora de salud pública. Ocupó cargos en la Unidad de Demostración de Salud Pública del Condado de San Miguel en Nuevo México, el Departamento de Salud Pública de Puerto Rico y la Asociación Médica y de Salud de Trabajadores Agrícolas del Sur de California.
Posteriormente organizó clínicas de salud en Nuevo México, California y Puerto Rico. De Vries se volvió a casar en 1943 con Lou Stoumen y dio a luz a una segunda hija,Toby, en 1946. Stoumen y De Vries se divorciaron en 1948.
Durante las décadas de 1940 y 1950, De Vries fue vigilada por la Oficina Federal de Investigación (FBI) por su afiliación comunista. Ante la imposibilidad de obtener un empleo debido a su inclusión en la lista negra, se trasladó a México en 1949, donde vivió el resto de su vida trabajando como defensora de la salud pública y educadora.
De Vries fue directora de educación sanitaria de la Comisión del Papaloapan, que atendía a las comunidades indígenas del valle del río Papaloapan, en los estados de Oaxaca y Veracruz. Impartió clases de salud pública en la Universidad Veracruzana de Jalepa y creó escuelas de verano para estudiantes extranjeros allí y en la Universidad de Morelos en Cuernavaca. Fue fundadora de CIDOC, una escuela religiosa, educativa y cultural. En 1962, un decreto presidencial le otorgó a De Vries la ciudadanía mexicana, siéndole retirada su ciudadanía estadounidense en 1963.
Lini De Vries murió a los 76 años el 27 de marzo de 1982, de varios ictus  posteriores a una cirugía, en Ridgewood, Nueva Jersey. Fue enterrada en el cementerio Fair Lawn Memorial.

## Obra
- 1959: Se publicó El Sótano, una autobiografía que relata su vida desde su infancia hasta 1925 (en varias versiones) tanto en español como en inglés.[12]
- 1965: España 1937: Memorias, un relato de la experiencia de De Vries proporcionando atención médica a las brigadas internacionales y a los combatientes antifascistas españoles durante la Guerra Civil Española.[13]
- 1969: Los pueblos de las montañas: educación para la salud entre las comunidades indígenas de Oaxaca, México, detalla el trabajo de De Vries con la Comisión del Papaloapan. [14]
- 1972: Por favor, Dios, cuida a la mula describe la vida de De Vries en México de 1949 a 1962 [15]
- 1979: Up From the Cellar relata su vida desde 1905 hasta 1962.[5]